# 考爾德斯角 (加利福尼亞州)
考德斯角（英語：Calders Corner）是位於美國加利福尼亞州克恩縣的一個非建制地區。該地的面積和人口皆未知。

## 地理
考德斯角的座標為35°23′01″N 119°15′04″W / 35.38361°N 119.25111°W，而該地的平均海拔高度為100米（即328英尺）。